# Horst Nemec

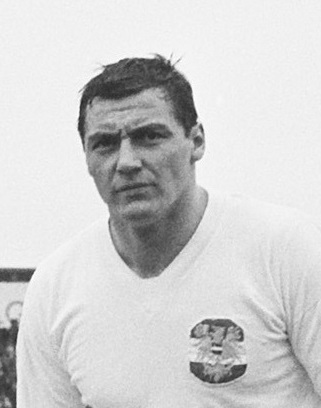
Horst Nemec im Jahr 1964

Horst Nemec  (* 25. Jänner 1939; † 23. Juni 1984) war ein österreichischer Fußball-Nationalspieler. Er konnte mit der Wiener Austria dreimaliger österreichischer Meister werden und ebenso oft die Torschützenkrone der österreichischen Bundesliga erobern. Insgesamt galt er als einer der stärksten Stürmer Österreichs in den frühen 1960er Jahren. 

## Karriere
Horst Nemec begann seine Fußballkarriere im August 1950 beim Rudolfsheimer AC und kam über den SC Helfort Wien zur Austria, für die er in der Saison 1957/58 in der Bundesliga debütierte. Nur knapp zwei Jahre später stand er bereits in den Reihen der österreichischen Nationalmannschaft. Sein erstes Länderspiel absolvierte er im Achtelfinale der Europameisterschaft 1960 gegen Norwegen und schoss beim 5:2-Sieg sogleich seine ersten beiden Länderspieltore. Im Viertelfinale kam zwar das Aus gegen Frankreich, allerdings mit dem dritten Nemec-Nationaltor. So spielte er sich rasch in die Stammelf Österreichs in der erfolgreichen Decker-Ära. Beim berühmten 3:0-Sieg über Spanien vor ewigem Zuschauerrekord im Praterstadion traf er ebenso, wie beim 3:1-Sieg über England.
Als sein vielfach bestes Länderspiel wird jedoch oft das 3:1 über die Tschechoslowakei vom 24. April 1963 genannt, bei dem Horst Nemec alle drei österreichischen Tore erzielte. Unterdessen konnte der Stürmer mit der Austria die Meisterschaft dominieren und schaffte von 1961 bis 1963 den dreifachen Meisterschaftsgewinn, woran er als dreifacher Torschützenkönig der Bundesliga naturgemäß großen Anteil hatte. Im Team blieb der Stürmer bis 1965 aktiv, seine Karriere ließ er bei der Vienna ausklingen, für die er 1968 sein letztes seiner 146 Bundesligatore in nur 220 Spielen erzielte. Nach dem Abstieg der Vienna in die Regionalliga Ost trug er durch zahlreiche Tore maßgeblich zum Meistertitel (Saison 1968/69) und sofortigen Wiederaufstieg bei. In den frühen 1970er Jahren trainierte er Rosenhügel.
Nemec betrieb nach der Karriere ein Espresso in der Wiener Gumpendorfer Straße. Nach seinem frühen Tod 1984 wurde er am Baumgartner Friedhof beigesetzt (Gruppe F1, Nummer 512).

## Stationen
- Rudolfsheimer AC (1950–1956)
- SC Helfort Wien (1956–1958)
- FK Austria Wien (1958–1966)
- First Vienna FC (ab 1966)

## Erfolge
- 3 × Österreichischer Torschützenkönig: 1961, 1962, 1964
- 3 × Österreichischer Meister: 1961, 1962, 1963
- 3 × Österreichischer Cupsieger: 1960, 1962, 1963
- Teilnahme Europameisterschaft 1960: Viertelfinale
- Teilnahme Europameisterschaft 1964: Achtelfinale
- 29 Länderspiele und 16 Tore für die österreichische Fußballnationalmannschaft von 1959 bis 1966